# Codex Mutinensis
- Papyrus
- Onciale
- Minuscules
- Lectionnaire

Le Codex Mutinensis, portant le numéro de référence Ha ou 014 (Gregory-Aland), est un manuscrit de vélin en écriture grecque onciale. Le codex se compose de 43 folios (33 × 23 cm).

## Description
Ce manuscrit contient les Actes des Apôtres. C'est un représentant du texte byzantin. Kurt Aland le classe en catégorie V.
Les paléographes sont unanimes pour dater ce manuscrit du IXe siècle.
Le manuscrit a été examiné par Scholz, Tregelles et Tischendorf.
Il est conservé à la Bibliothèque Estense (Gr. 196) de Modène,.